# Andrés Héctor Carvallo
Andrés Héctor Carvallo Acosta, né le 8 novembre 1892 à Asunción (Paraguay), et mort le 16 août 1934 dans la même ville, était un homme politique paraguayen.
Il a été président de la Chambre des députés[réf. nécessaire]. Il a été vice-président de 1898 à 1902, et président  par intérim entre le 9 janvier 1902 et le 25 novembre 1902. Il était membre du Parti Colorado.